# Orderstyrning
Orderstyrning är en organisationsmetod där uppgifter delegeras genom order. 
Orderstyrning har sitt ursprung i militär organisationsteori. Genom att ett övergripande organ eller person fattar alla beslut kommer besluten att vara synkroniserade och därigenom nå bättre resultat för organisationen som helhet än om var och en fattar sina beslut på sina egna underlag. Alternativa modeller för styrning är Målstyrning och Värderingsstyrning. Alla tre principerna används i olika delar av de flesta företag. Orderstyrning inom företag hade sin topp i början på 1900-talet då förutsättningarna var att det var kostsamt att sprida information och medarbetarna var mycket lågt utbildade. Med tiden har dessa förutsättningar ändrats och orderstyrning minskat i relevans och användning. Värderingsstyrning är den princip som numera ofta åberopas som den långsiktigt mest effektiva. Även målstyrning en vanlig princip i många verksamheter.

## Historik
Styrning av företag handlar om att uppnå ett önskat framtida läge. Företag och andra organisationer har styrts i alla tider. Olika principer och modeller varit framgångsrika vid olika tider baserat på den kontext styrmodellen har använts i. Orderstyrning, ett begrepp från militär organisationsteori, är en av de tidigare. MBI (Management by Instructions) på engelska har sitt ursprung i början på 1900-talet. Målstyrning eller MBO (management by objectives) har sitt ursprung kring 1960-talet och Värderingsstyrning MBV (Management by Value) har sitt ursprung kring 1990-talet. 